# Les Films du carrosse
Les Films du Carrosse est une société de production cinématographique française, à responsabilité limitée, au capital d’un million de francs, créée en juillet 1957 par François Truffaut avec le soutien de Marcel Berbert et d'Ignace Morgenstern.

## Historique
Le nom de la société est un hommage de François Truffaut à Jean Renoir, faisant référence au film Le Carrosse d'or de ce dernier.
Les Films du Carrosse ont produit la plupart des films réalisés par Truffaut et par plusieurs autres réalisateurs (Claude de Givray, Robert Lachenay, etc.).

### Adresse
Les locaux étaient situés au 177, rue d'Alésia dans le 14e arrondissement de Paris, puis au no 5 rue Robert-Estienne dans le 8e arrondissement de Paris,.

### Radiation
En décembre 1999, MK2 Productions absorbe Les Films du Carrosse. La société est radiée du Registre du commerce et des sociétés le 7 février 2000,.